# HD 178089
HD 178089，又名BD+76 712，SAO 9296、HR 7247，是一颗恒星，视星等为6.54，位于銀經108.5，銀緯26.02，其B1900.0坐标为赤經19h 2m 9.1s，赤緯+76° 26.02′ 30″。